# عنکبوت‌های قیف‌تنک
قیف‌تنک‌ها (نام علمی: Agelenidae) نام یک تیره از infraorder تارتنک‌ریختان است.